# T-38 (戦車)
T-38は、第二次世界大戦以前にソビエト連邦が開発した水陸両用戦車。

## 概要
ソ連で1933年から生産されていたT-37A水陸両用戦車は、故障がちな操向装置をはじめとした多くの問題点があった。このため、T-37Aのコンポーネントを極力流用して開発された改良型がT-38である。T-38は更にサイズを拡大、車高を下げて水上安定性を増した。また銃塔と操縦席の配置が入れ替わり操縦手はエンジンの前に配置され、フロート型だったフェンダーが通常の一枚板に変更された。それ以外は外見的にさほど変ってはいないが、エンジンと操行系はGAZ-AAトラックの物をベースに装軌車向けに改良され、またサスペンションが柔軟になり、路外走行性能も以前より改善されていた。
1936年2月末からT-37Aとの併行生産が開始され、3年間で出力向上型のT-38M2を含む1340輌が完成した。そして1939年のノモンハン事件、東部ポーランド侵攻や独ソ戦初期、フィンランド冬戦争に参加した。しかしT-37/T-37A同様、装甲・武装の貧弱さや、陸上での機動力の不足、速度を上げると履帯が脱落する欠点が用兵側から指摘され、実戦ではたいした戦力にもならず多くが失われていった。フィンランド軍は捕獲した本車を運用、一部はKV-1やT-34/76を模したダミーの砲塔を載せて訓練に使う仮想敵役となった。

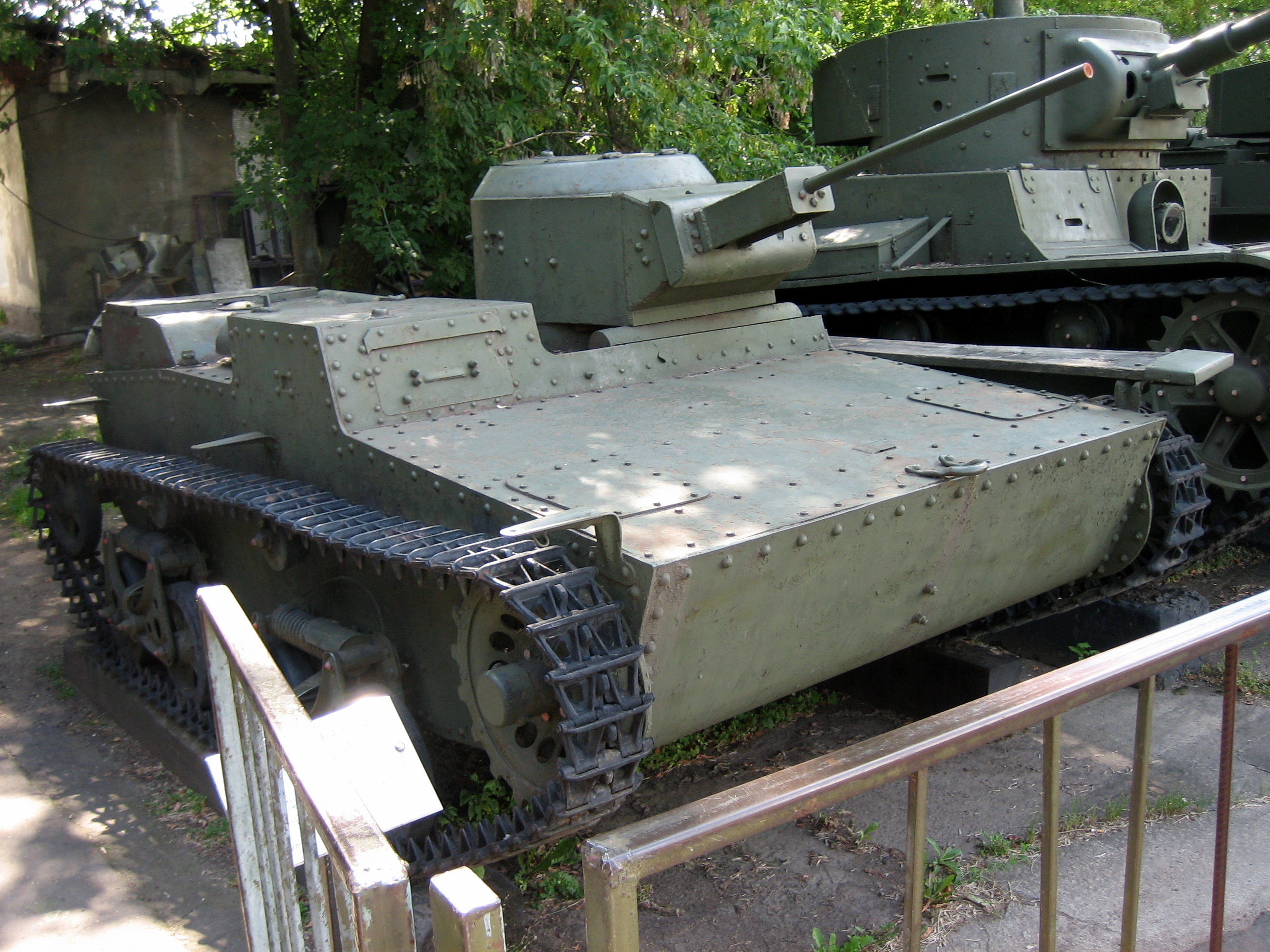
T-38M2 武装強化試作型

T-38には他に、リーフスプリング付きのサスペンションに変更したT-38M1や、M2に航空用の20mm ShVAKを改造したTNSh機関砲を実験装備した試作車もあったが、いずれも採用されていない。ソ連の水陸両用偵察戦車は、全くの別系統であるT-40に受け継がれることとなった。